# Mulasasana-Chronik

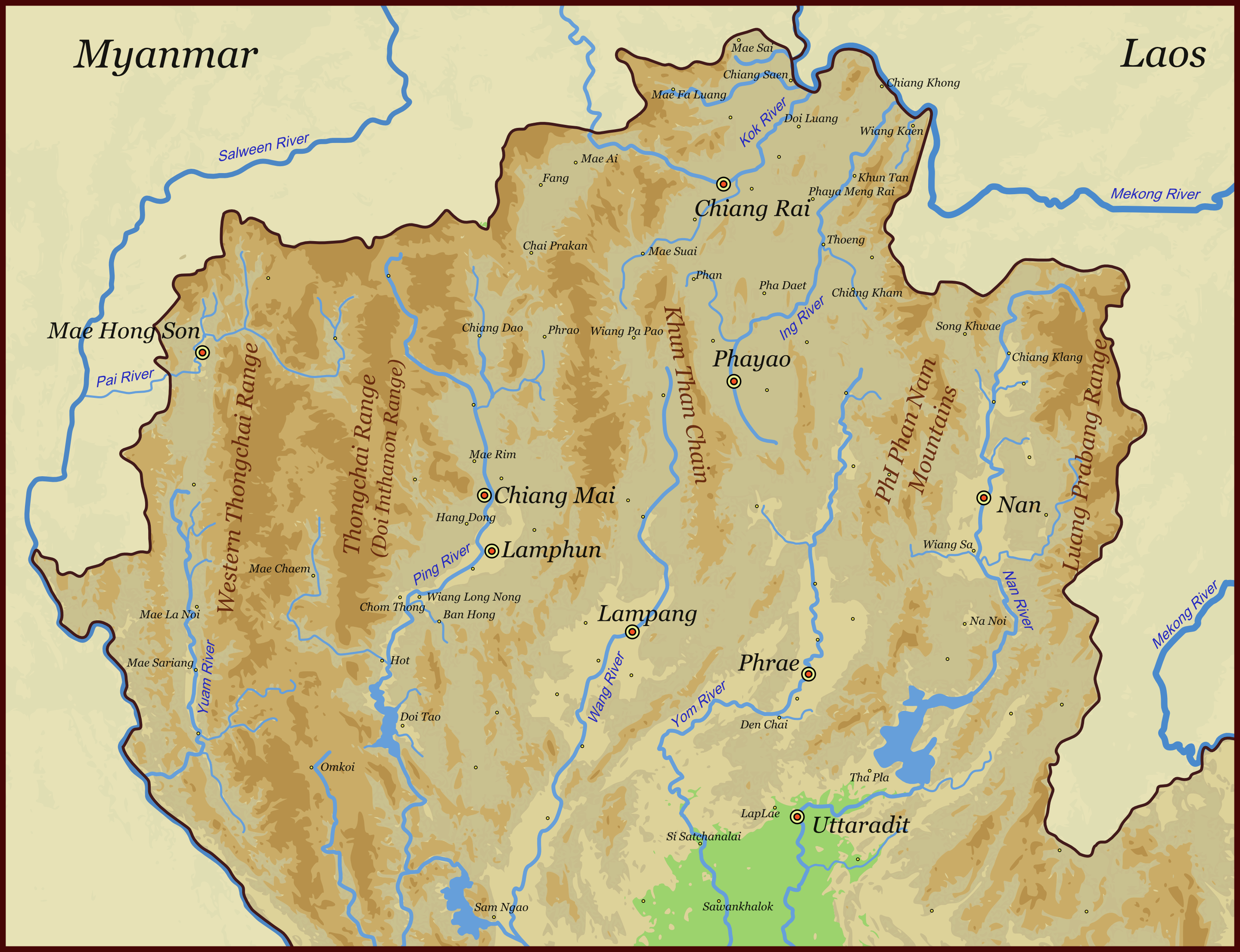
Karte von Lan Na

Die Mulasasana-Chronik (auch Munlasasana; Thai: พงศาวดารมูลศาสนา) ist eine frühe klassische buddhistische Aufzeichnung zur Geschichte des Buddhismus und des Reiches von Lan Na im heutigen Nord-Thailand.

## Ursprung und Überlieferung
Die Mulasasana-Chronik wurde im 15. Jahrhundert verfasst und später vielfach kopiert, da die Haltbarkeit der hierfür benutzten Palmblattmanuskripte nur begrenzt ist. Als Autoren gelten die Mönche Buddhañana Chao und Buddhabukama.

## Zusammenhänge
Die Mulasasana-Chronik ist Vorbild für mehrere Chroniken aus dem Norden Thailands, so z. B. der Jinakalamali-Chronik und der Camadevivamsa-Chronik. Sie wurde in zwei Teile geordnet, deren erster Teil den Weg des Buddha bis zur Einführung des Buddhismus in Indien behandelt, während sich der zweite Teil auf die lokale Geschichte Lan Nas konzentriert.
Die Jinakalamali- und die Camadevivamsa-Chroniken enthalten teilweise ähnliche oder sogar identische Legenden und Angaben, so z. B. zur Entstehung der Menschheit, die aus den Fußspuren von Tieren, wie Elefanten, Nashörnern, Rindern und Hirschen stammen soll.

## Mulasasana als historische Quelle
Die Mulasasana-Chronik behandelt hauptsächlich die Geschichte der Raman-Sekte im Wat Suan Dok, doch werden auch andere legendenhafte und historische Ereignisse geschildert. Königin Camadevi baute Lagerstätten für etwa 500 Mönche, die ihr von Lavo (heute: Lop Buri) aus in den Norden Thailands gefolgt waren. Neben der Unterkunft gab sie ihnen auch Kleidung, Verpflegung und Medizin. Zu jener Zeit wurde auch das heutige Lampang (Nakhon Khelang) gegründet, und Chamathewi sandte ihren Sohn Phaya Anantayot, um dort zu herrschen. Die Stadt lag beim heutigen Tambon Wang Nuea und war 1.400 Meter lang und 600 Meter breit.
Die Stadt Hariphunchai (das heutige Lamphun) wurde von dem Mönch Wasuthep mit einem ovalen Grundriss angelegt. Im 11. Jahrhundert bedrohten die aus dem Südosten kommenden Khmer das Land um Hariphunchai, nachdem sie vorher Lopburi eingenommen hatten. Die Chronik zitiert den großen König Mengrai mit den Worten: Ich lassen Khun Fa hier [in Hariphunchai] wohnen und herrschen. Meine Werke sind nicht so wichtig, wie die der Mönche. Khun Fa und sie können die Aufgaben gemeinsam erledigen.